# Sorgschrofen
Der Sorgschrofen (auch Steinenberg) ist ein 1636 m ü. A. hoher Berg in den Allgäuer Alpen. Eine Graterhebung des Sorgschrofens ist der Zinken (1613 m).

## Staatsgrenzen
Seit dem Grenzvertrag zwischen Bayern und Österreich von 1844 und einem Ergänzungsvertrag von 1850 treffen am Gipfel des Sorgschrofen vier Grenzlinien je zweier deutscher und österreichischer Gemeinden in einem Quasi-Vierländereck zusammen:
- Bad Hindelang (Westen, Deutschland)
- Pfronten (Osten, Deutschland)
- Jungholz (Norden, österreichische funktionelle Enklave)
- Schattwald (Süden, Österreich)

Am Gipfel berührt die deutsch-österreichische Staatsgrenze nahezu sich selbst, nachdem sie nördlich das Gebiet der zum Staatsgebiet Österreichs gehörenden Gemeinde Jungholz umschlossen hat. Da deren einzige Landverbindung zum Hauptgebiet des Landes Tirol in einem einen Meter breiten Korridor an diesem Punkt besteht, handelt es sich funktionell um eine Enklave.

## Besteigung
Der Sorgschrofen ist als Wanderberg beliebt. Er kann auf zwei Wegen bestiegen werden:
- Von Jungholz aus direkt auf den Hauptgipfel.
- Von Unterjoch aus über den Zinken, der 265 Meter südwestlich des Hauptgipfels liegt und ebenfalls auf der Landesgrenze liegt.

Der Weg über den Grat zum Hauptgipfel ist zwar bezeichnet und teilweise seilversichert, aber oftmals sehr ausgesetzt. Er kann bis weit ins Frühjahr vereist sein.